# ヴィクトル・タタン
ヴィクトル・タタン（Victor Tatin 、1843年 - 1913年）はフランスの発明家。主として1870年代に重航空機の研究を行なった。タティンと表記する資料もある。

## 業績

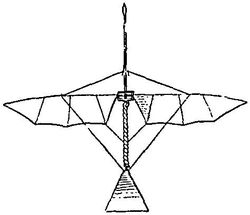
1876年の模型オーニソプター。

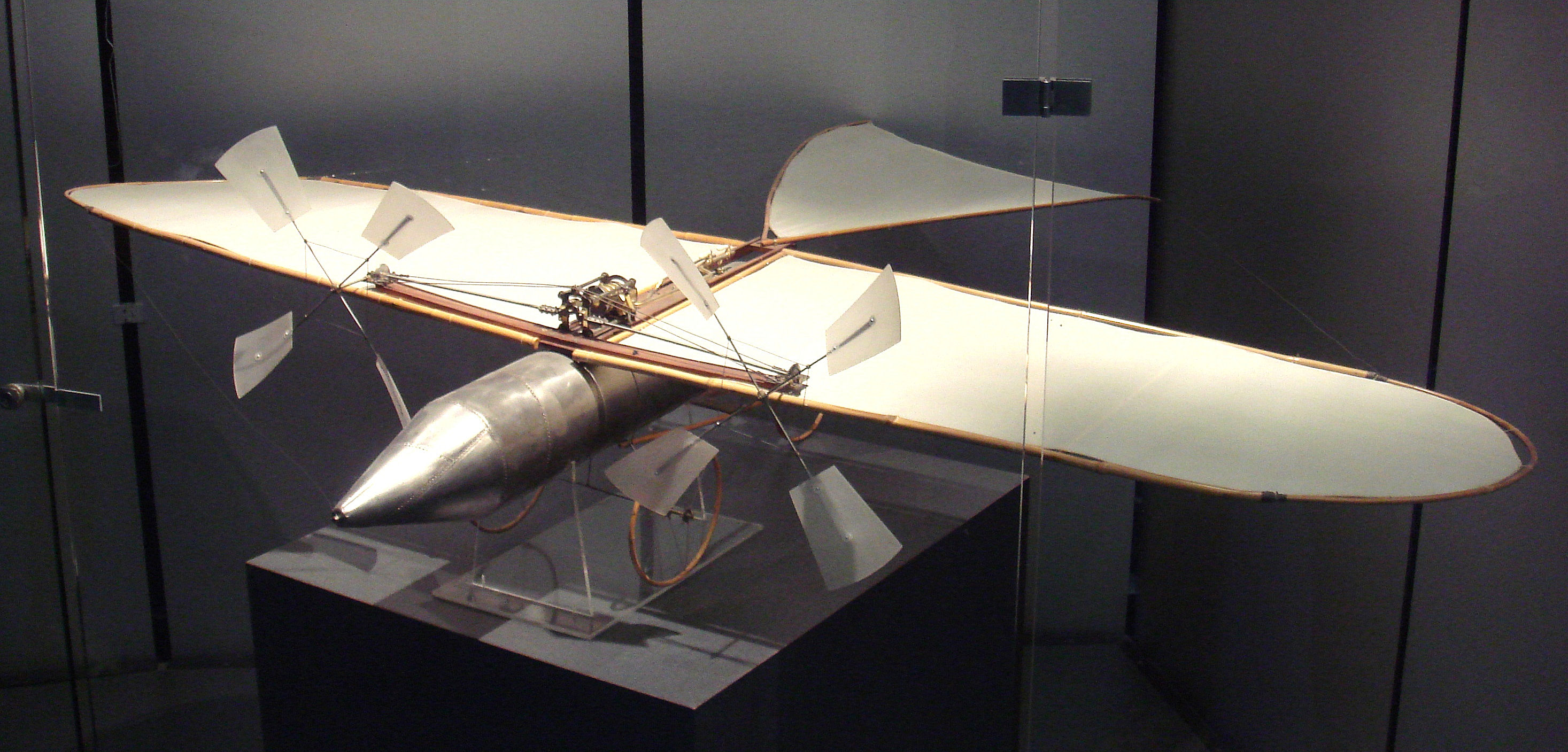
1879年の大型模型飛行機（現物）。ル・ブルジェ航空宇宙博物館に展示されている。

はじめゴム動力の模型オーニソプターを作っていたが、1879年には固定翼（単葉）の模型飛行機を製作。これは翼幅が1.9メートルという大型の動力模型で、機尾に水平尾翼を持ち、四枚羽の牽引式プロペラを二つ備え、それらを圧縮空気エンジンで駆動する方式だった。この模型は15メートルの距離を飛行することに成功した（ただし自由飛行ではなく、Uコンのようにワイヤで中心軸につながれた円運動であった）。ちなみに彼の実験に先行する1875年には、イギリス人トーマス・モイ（Thomas Moy ）が同様の実験を執り行ない、タタンのものよりさらに大型の模型（翼幅4メートル半のタンデム翼機で、動力は蒸気機関）を浮揚させている。
同時代のフランスの飛行機研究者には、ジャン＝マリー・ルブリ、アルフォンス・ペノー、フェリックス・デュ・タンプルらがいる。
1890年代には、蒸気機関を積んだ大型の単葉模型機を作った。ライト兄弟による有人動力飛行成功（1903年）以降は、その水準に追いつかんとするフランスの航空界で「応援団長の役割を務めた」。タタン自身も晩年にはフルサイズ機を製作している。ただし1907年の単葉機タタン・ド・ラ・ボー号は飛行できず、1911年のタタン・ポーラン・アエロ・トルピーユ号も（流線型の、当時としては斬新な設計の単葉機であったが）性能は芳しいものではなかった。

## 主要参考文献
- 根本智『パイオニア飛行機ものがたり』オーム社、1996年、ISBN 4-274-02314-1
- アレン・アンドルーズ『空とぶ機械に賭けた男たち - 写真で見る航空の歴史』草思社、1979年